# Джон Ален (єпископ)

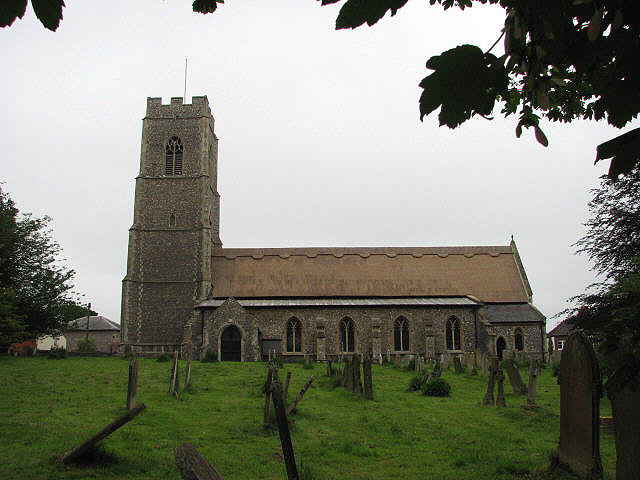
Колтішалл, Норфолк, місце народження архієпископа Джона Алена.

Герб баронетів Ален.

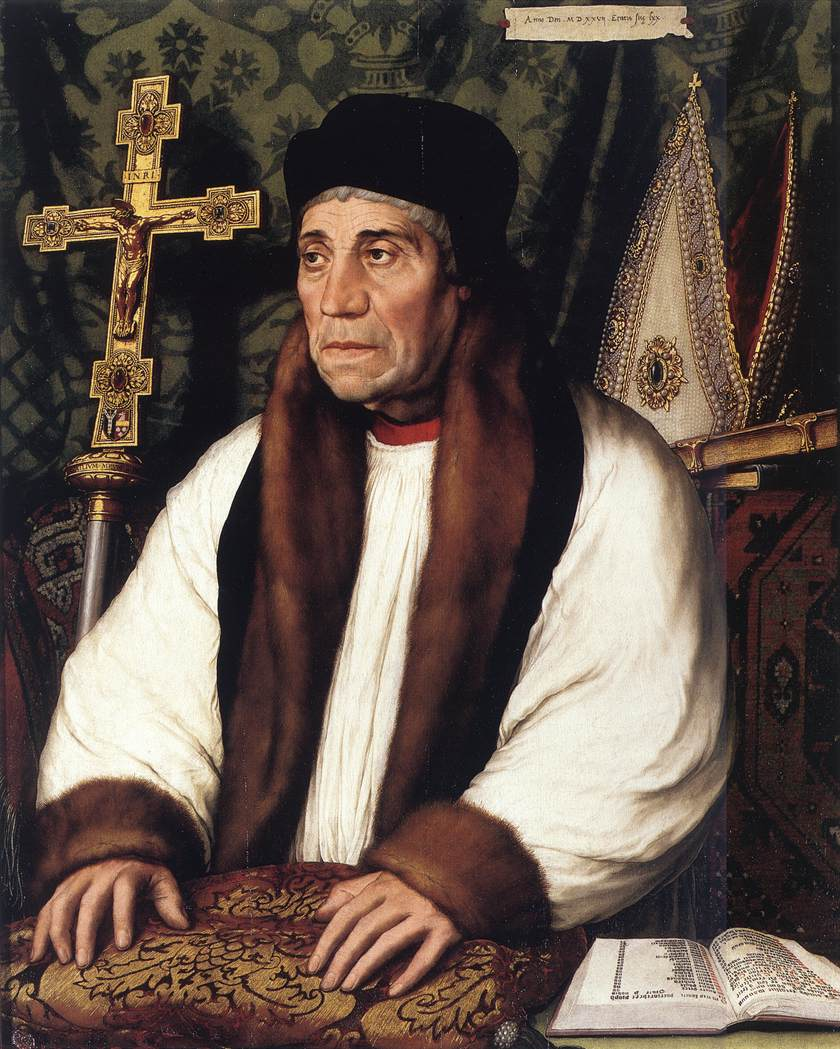
Вільям Вархам (1450 – 1532) – архієпископ Кантербері. Портрет пензля худ. Ганса Гольбейна Молодшого.

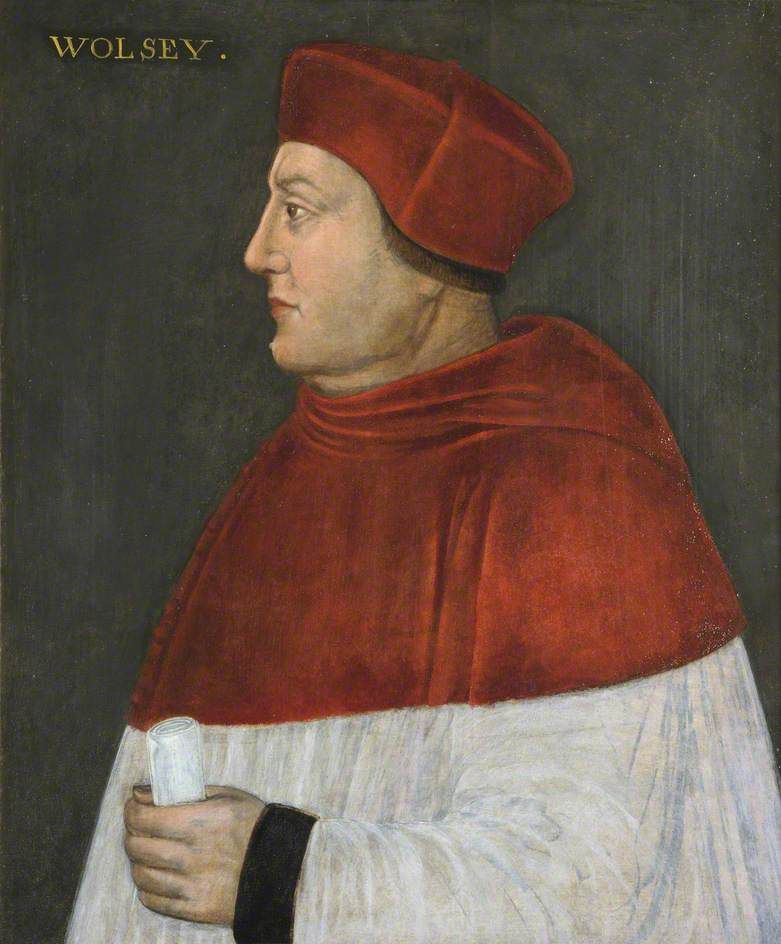
Томас Волсі (1473 – 1530) - кардинал.

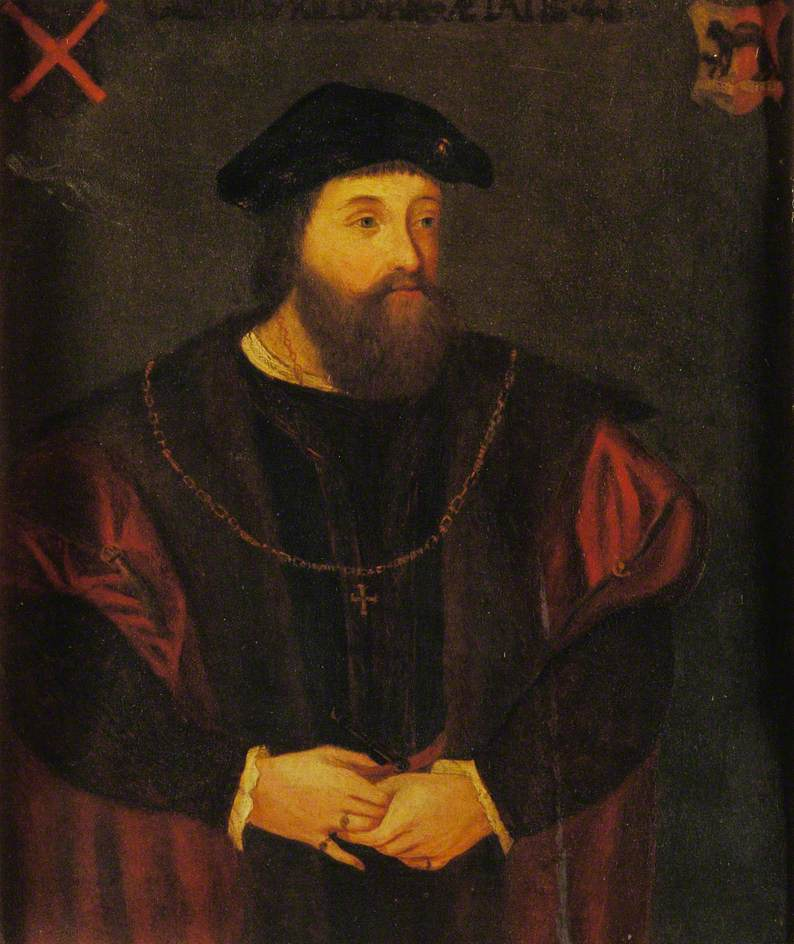
Джеральд Фіцджеральд (1487 – 1534) – ІХ граф Кілдер.

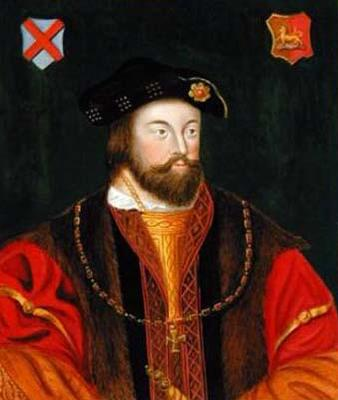
Шовковий Томас – Томас Фіцджеральд (1513 – 1537) – Х граф Кілдер.

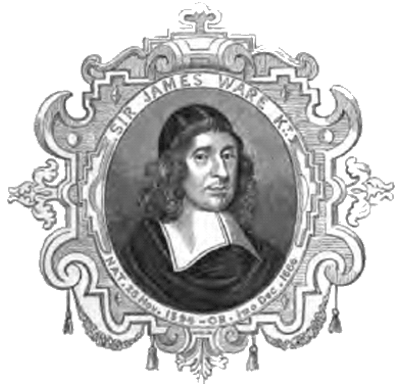
Історик сер Джеймс Вейр (1594 – 1666) – Х граф Кілдер.

Джон Ален (1476 — 28 липня 1534) — англійський та ірландський священик, юрист, суддя, радник Таємної Ради Ірландії, лорд-канцлер Ірландії. 
Останні роки життя якого провів в Ірландії. Він володів посадою архієпископа Дубліна. Протягом кількох років він відігравав центральну роль в уряді Ірландії. Він був убитий під час повстання «Шовкового Томаса» — Томаса Фіцджеральда, Х графа Кілдер, що, як кажуть, помилково вважав, що Джон Ален відповідальний за смерть його батька Джеральда Фіцджеральда, ІХ графа Кілдер, який насправді помер природньою смертю. Незважаючи на свою скаргу на архієпископа, Шовковий Томас завжди стверджував, що мав намір врятувати Джону Алену життя, але його наказ (переданий ірландською мовою) «прибрати його звідси» був неправильно витлумачений його послідовниками як наказ убити його.

## Життєпис

### Походження
Джон Ален народився в Колтішалл, Норфолк, Англія. Він був сином Едварда Алена та його дружини Кетрін Сент-Леджер, дочки сера Джона Сент-Леджера. Алени були численним кланом, і шестеро його двоюрідних братів оселилися в Ірландії, включаючи його тезку Джона Алана, який у свою чергу був лордом-канцлером Ірландії, Вільяма Алена, предка Аленів-баронетів із Сент-Волстана, і Томаса Алена з Кілтіла, який обіймав посади писаря корони та королівського чашника. 

### Ранні роки
Джон Ален здобув освіту в Оксфорді та Кембриджі, провів кілька років в Італії, частково в Римі, де проходив навчання для служби архієпископу Кентерберійському Вархему. Він був висвячений на священика 25 серпня 1499 року і мав різні парафіяльні бенефіції до 1522 року, приблизно в цей час він привернув увагу кардинала Волсі, чиїм помічним комісаром він був у справі придушення непокірних монастирів. Таким чином, його поведінка, за словами Джеймса Гейрднера, «викликала значний резонанс, і на це були подані скарги до короля».

### Кар’єра
Джон Ален продовжував робити церковну кар'єру та допомагав Волсі в його законодавчих функціях, серед іншого брав участь у позові, порушеному кардиналом щодо короля Аннглії Генріха VIII у травні 1527 року, за яким спочатку вимагалося визнати шлюб з Катариною Арагонською недійсним. Влітку того ж року він супроводжував кардинала в його місії до Франції, і нарешті (серпень 1528) був нагороджений титулом архієпископа у Дубліні. Незабаром після прибуття він отримав посаду лорд-канцлера Ірландії, яку в ті часи надавали переважно священикам. Протягом короткого часу до падіння Волсі Джон Ален був домінуючою фігурою в ірландській адміністрації, утворюючи «внутрішнью раду трьох» у Таємній Раді Ірландії. У 1532 році Джон Ален був звільнений з посади лорд-канцлера Ірландії через вплив Джеральда ФітцДжеральда, ІХ графа Кілдер.
Після звільнення з посади Джон Ален змушений був сплатити великий штраф за порушення Статуту Провізорів та за підтримку усунутого від влади кардинала Волсі, що в очах короля було жахливим злочином. Джон Ален пережив падіння кардинала Волсі, але його політичний вплив став мізерним. 

### Повстання Шовкового Томаса
Як колишнього послідовника Волсі, його ненавиділи послідовники великого ірландського дому Кілдер (ФітцДжеральдів), голова якого, Джеральд ФіцДжеральд, ІХ граф Кілдер, був ув’язнений кардиналом Волсі в Лондонському Тауері з 1526 по 1530 рік, і знову був ув’язнений — на цей раз королем Англії на початку 1534 року. Невдовзі по Ірландії поширилися неправдиві чутки про те, що графа стратили, і син графа Джеральда — «Шовковий Томас», підняв повстання в 1534 році.

### Загибель
Архієпископ Джон Ален, передбачаючи облогу Дублінського замку, намагався втекти до Англії. Він сів на корабель біля воріт Дам, але його корабель викинуло на берег біля Клонтарфа. Він утік у пошуках притулку до будинку свого друга Томаса Сент-Лоуренса в замку Артайн біля Дубліна, але його місце сховку було видано. Шовковий Томас підійшов до будинку в гарячих слідах за ним. Архієпископа витягли в сорочці, і він, упавши на коліна, благав про пощаду. Архієпископ Джон Ален був убитий двома вассалами «Шовкового Томаса» Фіцджеральда – Джоном Тілінгом і Ніколасом Вафером, у замку Артайн 28 липня 1534 року. Чи справді Шовковий Томас наказав убити його чи ні, залишається предметом суперечки: існує добре відома традиція, згідно з якою Тілінг і Вафер неправильно зрозуміли його наказ ірландською мовою «прибрати його звідси» як наказ його вбити. Лорд Томас згодом наполягав на тому, що він мав на увазі лише те, що архієпископа слід відправити під варту. Згодом він послав свого капелана до Риму, щоб отримати для відпущення гріхів і уникнути відлучення від церкви, спричинене цим убивством.

## Характер
Сер Джеймс Вейр писав про Алена, що «він був бурхливого духу, але людиною гостинною та вченою, а також старанним дослідником старовини».

## Наукові праці
Джон Ален написав науковий трактат «Epistola de pallii significatione activa et passiva» («Послання про активне і пасивне значення мантії») з нагоди прийняття ним цього папського символу, а також інший трактат «De consuetudinibus ac statutis in tutoriis causis observandis» («Про звичаї та статути, яких слід дотримуватися в справах про опіку»). Здається, він також був людиною методичних звичок, оскільки в архівах англіканської архідієцезії Дубліна досі зберігаються два важливі реєстри, створені за його наказом, «Liber Niger» («Чорна книга»), і «Repertorium Viride» («Зелений репертуар»), обидва так звані, за звичаєм віку, від кольору палітурки. Перший є збірником найважливіших документів архідієцезії, а другий є списком парафій престолу на час 1530 році.